# Lil Mosey
Lil Mosey (właściwie Lathan Moses Stanley Echols, ur. 25 stycznia 2002 w Mountlake Terrace) – amerykański raper, piosenkarz i autor tekstów. Zdobył sławę pod koniec 2017 roku wydając swój singiel „Pull Up”. Jego debiutancki album studyjny pt. Northsbest (2018), zawierał jego pierwszy singiel z listy przebojów Billboard Hot 100, „Noticed”. Jego drugi album studyjny Certified Hitmaker (2019), zadebiutował na 12. miejscu listy Billboard 200 w USA. W 2020 roku Mosey wydał singiel „Blueberry Faygo”, który zajął 8. miejsce na liście Billboard Hot 100.

## Wczesne życie
Lathan Moses Stanley Echols urodził się 25 stycznia 2002 r. w Mountlake Terrace w stanie Waszyngton, jego matka była biała a ojciec pół Portorykańczykiem, pół Czarnym. Wychowywała go matka w północnej części Seattle. Zaczął rapować jako nastolatek, a karierę muzyczną rozpoczął w ósmej klasie. Najpierw uczęszczał do Mountlake Terrace High School, a w dziesiątej klasie przeniósł się do Shorecrest High School. Rzucił szkołę po sukcesie swojej piosenki „Pull Up” i przeprowadził się do Los Angeles aby nagrywać.

## Kariera
2016–2018: Początki kariery i Northsbest
W 2016 roku Lil Mosey przesłał swoją pierwszą piosenkę, zatytułowaną „So Bad”, do serwisu strumieniowego SoundCloud, szybko uzyskując 50 000 odsłuchań. 13 listopada 2016 roku wziął udział w Coast 2 Coast Live Seattle All Ages Edition i zajął czwarte miejsce.
"Pull Up" był pierwszym wydanym utworem Lil Mosey i służył jako jego debiutancki singiel komercyjny. Teledysk do tego utworu osiągnął ponad 25 milionów wyświetleń na YouTube w ciągu pierwszych 16 miesięcy od premiery. 14 marca 2018 roku Mosey wydał swój drugi komercyjny singiel „Boof Pack”. Jego teledysk odtworzono ponad 13 milionów na YouTube w nieco ponad rok po premierze. Po około czterech miesiącach wydał swój trzeci komercyjny singiel „Noticed”. Teledysk oglądano 10 milionów razy w ciągu pierwszych dwóch tygodni od jego wydania.
19 października 2018 roku wydał swój debiutancki album studyjny zatytułowany „Northsbest”, który zawiera wszystkie trzy jego komercyjne single i osiem innych utworów.
2019–Teraz: Certified Hitmaker, Blueberry Faygo i Universal
8 listopada 2019 roku wydał drugi album studyjny „Certified Hitmaker”. Album został wznowiony 7 lutego 2020 r., wraz z wydaniem singla „Blueberry Faygo”, który na liście Billboard Hot 100 osiągnął 8 miejsce. 26 czerwca 2020 roku Lil Mosey wydał singiel „Back at It” z udziałem Lil Baby, a 5 sierpnia 2020 wydał singiel „Top Gone” z udziałem piosenkarza Lunay z Portoryko. Oba single pojawiły się w luksusowej edycji zatytułowanej „Certified Hitmaker (AVA Leak)”, wydanej 14 sierpnia 2020.
30 sierpnia 2020 roku, podczas wywiadu dla The Hollywood Fix, Mosey zapowiedział nowy projekt, puszczając fragment nowej muzyki. Projekt został później ogłoszony jako nowy mixtape zatytułowany „Universal”. Mosey pojawił się także w piosenkach różnych artystów, między innymi: „Vicious” kanadyjskiej piosenkarki Tate McRae, „Thug Kry” amerykańskiego rapera YG, „No Honorable Mentions” rapera Trippie Redd, w której występuje również Quavo, i „Krabby Step”, z amerykańskimi raperami Tyg'ą i Swae Lee, ze ścieżki dźwiękowej do filmu SpongeBob Film: Na ratunek.
13 listopada 2020 roku Mosey wydał „Jumpin Out the Face”, jako główny singel Universal, wraz z towarzyszącym mu teledyskiem.
25 stycznia 2021 roku, w jego dziewiętnaste urodziny, Mosey świętował wydając "Holy Water", czyli drugi singiel na Universal. W następny tydzień, wydał on trzeci singel, "Enough".
Wytwórnia muzyczna Certified Hitmakers
W 2020, Mosey otworzył swoją własną wytwórnię muzyczną Certified Hitmakers.
Jego pierwszym sygnatariuszem był Jae Lynx, który wydał swój debiutowy singel "Bad Girls Vibes" pod wytwórnią 6 października 2020 roku. 14 stycznia 2021 roku Lynx wydał swój drugi singel "Regrets" z YNW Bslime.

## Dyskografia

### Albumy studyjne
| Tytuł                                                     | Informacje | Pozycje na listach | Pozycje na listach | Pozycje na listach | Pozycje na listach | Pozycje na listach | Pozycje na listach | Pozycje na listach | Pozycje na listach | Pozycje na listach | Certyfikaty   |
| Tytuł                                                     | Informacje | USA                | AUS                | BEL (FL)           | CAN                | DEN                | NLD                | NOR                | SWE                | UK                 | Certyfikaty   |
| --------------------------------------------------------- | --- | ------------------ | ------------------ | ------------------ | ------------------ | ------------------ | ------------------ | ------------------ | ------------------ | ------------------ | ------------- |
| Northsbest                                                | - Wydany: 19 października 2018 - Wytwórnia: Mogul Vision, Interscope - Format: Digital download, CD, streaming | 29                 | —                  | 167                | 20                 | 35                 | 47                 | 16                 | 26                 | —                  | - RIAA: Złoto |
| Certified Hitmaker                                        | - Wydany: 8 listopada 2019 - Wytwórnia: Mogul Vision, Interscope - Format: Digital download, CD, streaming     | 12                 | 91                 | 130                | 8                  | —                  | 32                 | 15                 | 45                 | 67                 |               |
| "—" znaczy, że dany album nie był notowany na tej liście. | |                    |                    |                    |                    |                    |                    |                    |                    |                    |               |